# 柱野站
柱野站（日语：／ Hashirano eki */?）是位於山口縣岩國市大字柱野610番2號，西日本旅客鐵道（JR西日本）的岩德線車站。

## 歷史
- 1934年（昭和9年）12月1日 - 岩國站（現時為西岩國站）至高水站之間開通，此站啟用。麻里布站（現時為岩國站）至周防高森站至櫛濱站之間全線開通，該區間路線名稱為山陽本線。
  - 當時車站地址為山口縣玖珂郡師木野村（日语：師木野村）柱野。
- 1944年（昭和19年）10月11日 - 山陽本線岩國站（1942年前該站名為麻里布站）至周防高森站至櫛浜站之間的路線名稱改名為岩德線。
- 1955年（昭和30年）4月1日 - 師木野村編入至岩國市（第一次），車站地址改為山口縣岩國市柱野。
- 1987年（昭和62年）4月1日 - 伴隨國鐵分割民營化，車站由西日本旅客鐵道（JR西日本）營運。
- 2006年（平成18年）3月20日 - 隨著岩國市（第二次）成立，車站地址改為山口縣岩國市大字柱野。

## 車站構造
車站是一座地面車站，設有1面2線的島式月台，可進行列車交會。車站位於錦川支流（御庄川）和山坡之間。
此站是由德山地域鐵道部管理的無人車站。此站進行列車交會是為了配合森原信號站至西岩國站之間，錦川清流線列車運行時間表。
曾經在月台上設有遠端控制森原信號站轉轍器的設施，後來由於岩德線CTC化（中央控制行車）而把該設施撤走。
此站設有1處閘口，下車時把車票投入回收箱內。由於此站是一座無人車站，因此沒有車站職員進行檢票業務。在閘口附近設有自動售票機，該售票機只可販賣近距離車票。
此站沒有升降機和電梯。閘口與車站出入口之間只有樓梯連接，此站沒有跨線橋。在月台中央設有樓梯級與站內平交道（跨越上行月台）連接閘口。該站內平交道設有警報機和遮斷機以避免發生意外，當中遮斷機只會在上行列車進站時才會啟動，下行列車進站時不會啟用。
2卡編成以上的列車進站時，乘客只可在列車前進方向的首卡車廂上落。
車站內設有商店、自動販賣機和廁所（但是站前廣場曾經設有廁所，現已停用）。

### 月台
| 月台         | 路線    | 上下行 | 方向           |
| ------------ | ------- | ------ | -------------- |
| 車站入口一方 | ■岩德線 | 上行   | 岩國方向       |
| 車站入口對面 | ■岩德線 | 下行   | 玖珂、德山方向 |

※在旅客資訊上沒有標示月台編號。

## 車站周辺
在車站附近設有岩國市營巴士「柱野站」巴士站，該路線只有早上、下午、黃昏各有1往返班次。另外，於站前沒有商店和金融機關（包括ATM）。在站前廣場附近只有飲品自動販賣機和公共電話。

## 使用狀況
以下為近年使用人次：
| 乘車人次變化 | 乘車人次變化 |
| 年度         | 1日平均人次  |
| ------------ | ------------ |
| 1999         | 84           |
| 2000         | 67           |
| 2001         | 72           |
| 2002         | 80           |
| 2003         | 79           |
| 2004         | 72           |
| 2005         | 72           |
| 2006         | 62           |
| 2007         | 60           |
| 2008         | 55           |
| 2009         | 53           |
| 2010         | 50           |
| 2011         | 53           |
| 2012         | 54           |
| 2013         | 44           |
| 2014         | 37           |
| 2015         | 36           |
| 2016         | 34           |
| 2017         | 36           |
| 2018         | 29           |

## 相鄰車站
西日本旅客鐵道（JR西日本）
■岩德線
川西－（森原信號站）－柱野－欽明路

## 注腳
1. ↑  山口縣統計年鑑

## 外部連結
- 柱野｜車站資訊：JR出門網 - 西日本旅客鐵道（日語）